# Suka Menanti
Suka Menanti is een bestuurslaag in het regentschap Kaur van de provincie Bengkulu, Indonesië. Suka Menanti telt 578 inwoners (volkstelling 2010).